# كامل نجمي
كامل نجمي (1383- 1446 هـ / 1964- 2024 م) إعلامي رياضي سوري، صحفي ومعلِّق رياضي، ومقدِّم برامج ومحلِّل أخبار. اشتَهَر بتقديمه برنامج "نبض الرياضة"، وبعمله مراسلًا لقناة الجزيرة الإخبارية ثم قناة الجزيرة الرياضية التي صارت (بي إن سبورت). عُرف بأسلوبه الجريء والناقد والساخر أحيانًا في طرح الآراء والتحليلات، ممَّا جعله شخصيةً مثيرة للجدل، بين محبٍّ له ورافض لأسلوبه.

## سيرته
وُلد أبو محمد، كامل نجمي في حلب، يوم الثلاثاء 23 ذي الحِجَّة 1383هـ الموافق 5 مايو 1964م، لأسرة فلسطينية الأصل. وحصل على شهادة الدراسة الثانوية عام 1982.
عمل موظفًا في مؤسسة السكك الحديدية بحلب. وبدأ حياته الرياضية لاعبًا في نادي الأهلي (الاتحاد/ أهلي حلب) وحقَّق معه بطولات على مستوى الناشئين والشباب، ولعب في صفوف المنتخب الفلسطيني في تصفيات كأس العرب عام 1987.
وبدأ عمله الإعلامي كاتبًا صحفيًّا مراسلًا لصحيفة تشرين من مدينة حلب، من 1992 إلى 1994. ثم التحق بصحيفة الاتحاد الرياضي الأسبوعية، من 1993 إلى 2010، التي كان يرأس تحريرها عميد الإعلام الرياضي السوري عدنان بوظو.
ثم انتقل للعمل في الهيئة العامة للإذاعة والتلفزيون، معلِّقًا رياضيًّا على مباريات كرة القدم وكرة السلة، ومقدِّمًا للبرامج. بدأ عمله في إذاعة دمشق عام 1992، وفي التلفزة السورية عام 1994. وكتب في مجلة فنون الصادرة عن الهيئة. اشتَهَر بعمله مراسلًا لبرنامج "ملاعبنا الخضراء" الذي كان يُشرف عليه عدنان بوظو، وببرنامج "نبض الرياضة" الأسبوعي الذي قدَّمه في القناة الرسمية السورية، وهو متخصِّص بمتابعة أخبار الرياضة الحلبية. وكان أعدَّ وقدَّم برنامج "الكاميرا الخفية مع الرياضيين" من عام 1994 إلى 1997.
وعمل نجمي مراسلًا لقناة الجزيرة الإخبارية من عام 1997 إلى 2005، ثم مراسلًا لقناة الجزيرة الرياضية (بي إن سبورت) من 2005 إلى 2012. واختصَّ بنقل مباريات الدوري السوري لكرة القدم والتعليق عليها. وهو مدير عام لشركة نجمي الإعلامية.
وذكرت وسائلُ إعلام إيقافَ برنامجه "نبض الرياضة" بسبب ما عُدَّ إساءة لجماهير نادي الجزيرة في الحسكة، قبل لقاء فريقهم بنادي الحرية، وتحيُّزًا للأخير، إذ قال: "ماذا لدى نادي الجزيرة؟ جماهيرُه تنام تحت المدرَّجات". وبحسَب مصادر من القناة السورية فإن البرنامج أوقف حتى صدور قرار الرقابة الداخلية في الهيئة العامة للإذاعة والتلفزيون. ويبدو أن البرنامج لم يوقف سوى مدَّة قصيرة، فقد استمرَّ يقدِّمه إلى قُبيل وفاته.
في آخر لقاء إعلامي معه في التلفزة السورية، تحدَّث عن وضعه الصحِّي، وتركيبه شبكة لشرايين القلب، وعندما سأله المذيع عن الموت وإن كان يخشاه، أجاب نجمي: "الموت حق، ويجب علينا عدمُ الخوف منه، فهو مصيرٌ محتوم لكلِّ كائن حي، وما علينا سوى قضاء الحياة بالعمل الصالح ومحبَّة الآخرين".
وهو متزوِّج زوجتَين: جمانة عدل، ومينا عميرات. ولديه من الأولاد: محمد نور، وياسر، وسارة.

## صفاته
تميَّز نجمي بأسلوبه في التعليق على المباريات، وبقدرته على تحليل الأحداث الرياضية بعُمق وحرفية، وبالأسلوب الناقد الجريء والمباشر؛ فكان لا يتردَّد في طرح آرائه بصراحة تامَّة، حتى وإن خالفت آراء غالبية الإعلاميين والرياضيين. وامتاز بالحماسة الشديدة في تعليقه الرياضي وتقديمه للبرامج. وعُرف بالانتقادات اللاذعة للاتحادات الرياضية واللاعبين والمدرِّبين، ممَّن يراهم مقصِّرين في عملهم. وقد حظي بشعبية كبيرة لدى قطاع من الجمهور الرياضي، ولا سيَّما في سورية، لتفاعُله معهم في وسائل التواصل الاجتماعي. وعُرف بدفاعه عن حقوق الرياضيين المضيَّعة.
ولم يسلم أيضًا من الانتقادات الموجَّهة إليه، منها انتقاداتٌ شديدة بسبب أسلوبه الجريء وطريقة طرحه للآراء الذي لا يخلو أحيانًا من السخريَّة. فضلًا عن اتهامات له بالتحيُّز لفريق أو لاعب معيَّن، ممَّا لا ينبغي للإعلامي المطالَب بالحياد والموضوعية. وينتقد متابعون للإعلام الرياضي في سورية، سيطرة أسماء محدَّدة (منهم إياد ناصر، وجوزيف بشور، وكامل نجمي) على مدار عقود، على التعليق الرياضي، والحوار في البرامج، والبثِّ المباشر للمباريات، الذي يوصف بالأداء السيِّئ والرديء.

## تكريمه
- كرَّمه أمين فرع حزب البعث في حلب أحمد منصور، في حفل تكريمي لعدد من الرياضيين والإعلاميين، عام 2024.[11]

## وفاته ونعيه
توفي كامل نجمي في أحد مستشفيات حلب، ظهر يوم الجمعة 27 المحرَّم 1446هـ الموافق 2 أغسطس (آب) 2024م، إثر تعرُّضه لأزمة قلبية حادَّة، عن عمر ناهز ستين عامًا. وكان يعاني مرضًا في القلب وخضع لجِراحة ركَّب فيها شبكة للشرايين. صُلِّي عليه بعد صلاة ظهر يوم السبت 3 أغسطس 2024، في مسجد التوحيد في السليمانية، ودُفن في مقبرة مخيَّم النيرب في حلب.
وقد نعاه اتحاد الصَّحَفيين السوريين، والهيئة العامة للإذاعة والتلفزيون، وبعضُ الجهات الرياضية والإعلامية، منها صحيفة الجماهير، وكثير من الرياضيين والصَّحَفيين السوريين.

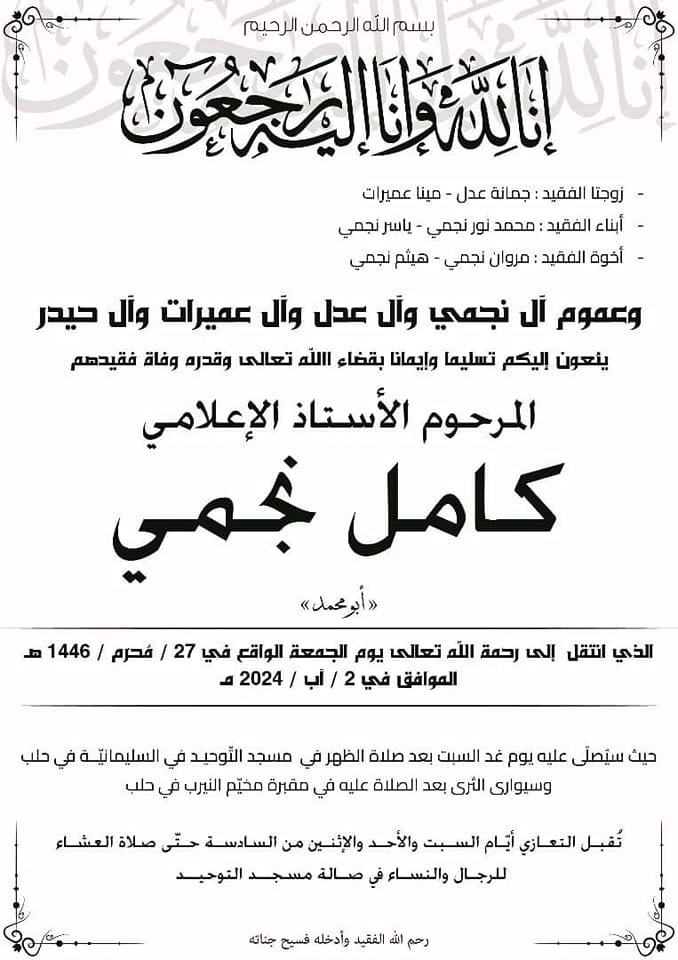
ورقة نعي كامل نجمي

## وصلات خارجية
- الهيئة العامة للإذاعة والتلفزيون تنعى الإعلامي الرياضي كامل نجمي 02.08.2024
- هكذا تم تشييع الإعلامي والمعلق الرياضي كامل نجمي.
- غلوبال تواكب مراسم دفن الإعلامي والمعلق الرياضي كامل نجمي في حلب.
- وفاة الإعلامي كامل نجمي || سبب وتفاصيل الوفاة.
- سبب وفاة كامل نجمي المعلق الرياضي ومذيع برنامج نبض الرياضة في سوريا.